# Jędzelewo
Jędzelewo lub Henzelewo – jezioro w Polsce w województwie warmińsko-mazurskim, w powiecie ełckim, w gminie Stare Juchy.

## Położenie i charakterystyka
Jezioro leży na Pojezierzu Mazurskim, w mezoregionie Pojezierza Ełckiego, w dorzeczu Gawlik–Ełk–Biebrza–Narew–Wisła. Znajduje się około 15 km w kierunku północno-zachodnim od Ełku. Od strony północno-wschodniej do jeziora wpływa pięciorzędowy ciek wodny o nazwie Gawlik, który łączy zbiornik wodny z jeziorem Gawlik. Gawlik ma odpływ na południowym wschodzie i kieruje wody do jeziora Rekąty. Jezioro jest także zasilane wodami z Jeziora Krzywego. Nad brzegiem znajdują się miejscowości Stare Juchy (na wschodzie) i Kałtki (północny zachód).
Powierzchnia zlewni całkowitej wynosi 163,6 km², a zlewni bezpośredniej 71,4 ha. Kształt jeziora jest wydłużony.
Linia brzegowa jest mało rozwinięta. Na terenie zbiornika wodnego znajdują się 2 wyspy o łącznej powierzchni 4,7 ha: Duża Wyspa i Mała Wyspa. Brzegi wysokie. Wokół akwenu znajdują się pola, łąki i lasy iglaste.
Zgodnie z typologią abiotyczną zbiornik wodny został sklasyfikowany jako jezioro o wysokiej zawartości wapnia, o dużym wypływie zlewni, stratyfikowane, leżące na obszarze Nizin Wschodniobałtycko-Białoruskich (6a). W systemie gospodarki wodnej jest jednolitą częścią wód powierzchniowych Jędzelewo o kodzie LW30102 i podlega Regionalnemu Zarządowi Gospodarki Wodnej w Warszawie, leżąc w regionie wodnym Środkowej Wisły.
Jezioro leży na terenie obwodu rybackiego jeziora Łaśmiady w zlewni rzeki Ełk – nr 20. Objęte jest strefą ciszy. Znajduje się na terenie Obszaru Chronionego Krajobrazu Pojezierza Ełckiego o łącznej powierzchni 49 297,2 ha.
Wzdłuż północno-wschodniego brzegu jeziora wiedzie linia kolejowa nr 38.
Przed 1950 jezioro nosiło niemieckie nazwy: Henselewo See i Hänsel See.

## Morfometria
Według danych Instytutu Rybactwa Śródlądowego powierzchnia zwierciadła wody jeziora wynosi 150,3 ha. Średnia głębokość zbiornika wodnego to 3,2 m, a maksymalna – 13,3 m. Lustro wody znajduje się na wysokości 126,7 m n.p.m. Objętość jeziora wynosi 4967,2 tys. m³. Maksymalna długość jeziora to 2750 m, a szerokość 760 m. Długość linii brzegowej wynosi 7700 m.
Inne dane uzyskano natomiast poprzez planimetrię jeziora na mapach w skali 1:50 000 według Państwowego Układu Współrzędnych 1965, zgodnie z poziomem odniesienia Kronsztadt. Otrzymana w ten sposób powierzchnia zbiornika wodnego to 117,5 ha, a wysokość bezwzględna lustra wody – 129,5 m n.p.m.

## Przyroda
W skład pogłowia występujących ryb wchodzą m.in. szczupak, lin, leszcz, płoć i sandacz. Roślinność przybrzeżna nieregularna, duże pasy brzegów bez roślinności, występuje głównie trzcina. Wśród roślinności zanurzonej przeważa wywłócznik i jaskier, nieliczna rdestnica. Największe skupiska znajdują się przy południowych i północno-zachodnich brzegach jeziora.
Zgodnie z badaniem z 1991 roku stwierdzono, że zbiornik wodny jest pozaklasowy. W 2001 roku również nie przyznano klasy jakości wody, większość badanych wskaźników nie spełniało norm.